# Theodor Koch-Grünberg

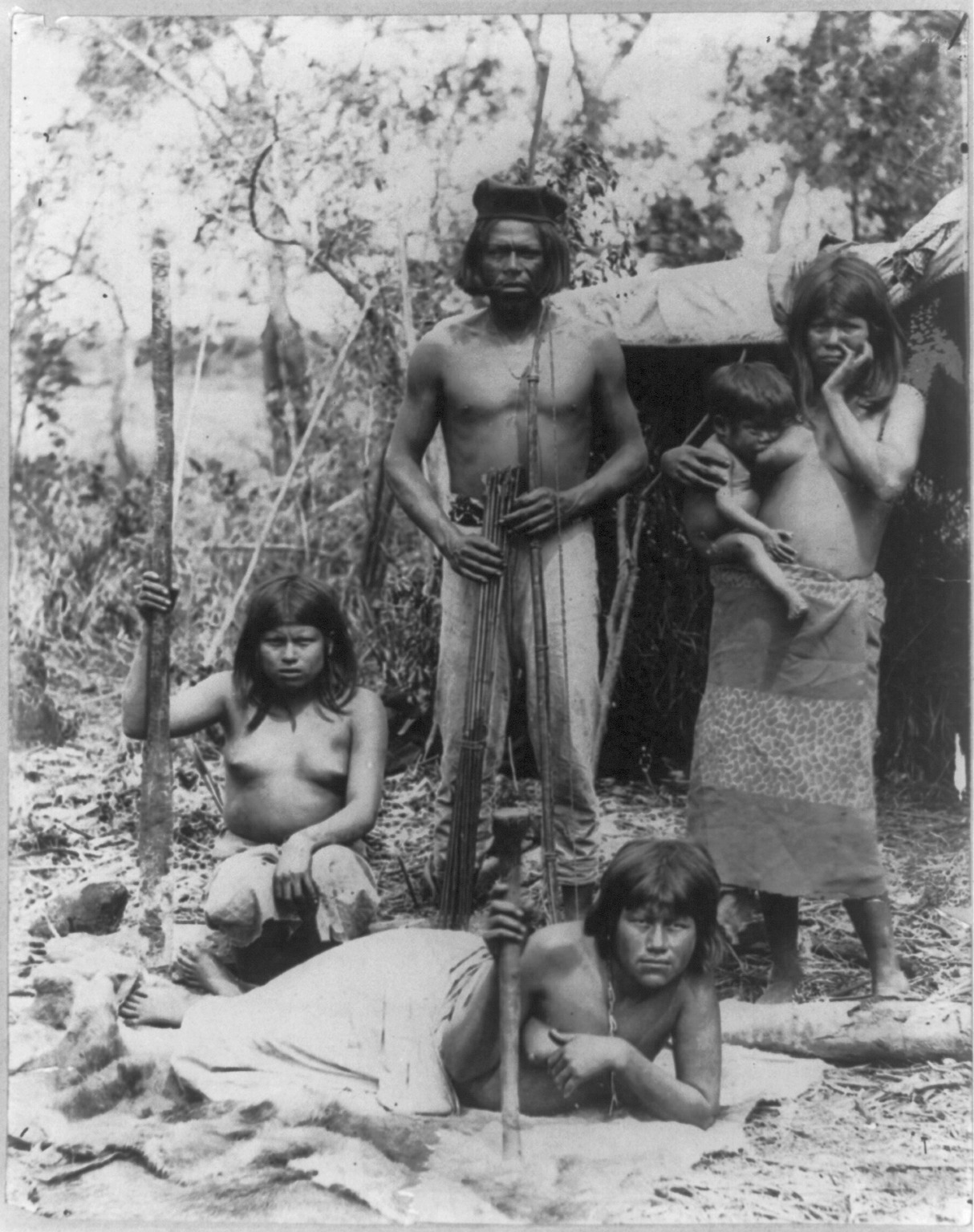
Fotografía tomada durante la segunda Expedición al río Xingú, por el viajero alemán Hermann Meyer (1871-1932). Esta fotografía hacía parte del archivo del etnólogo alemán Theodor Koch-Grunberg.

Theodor Koch-Grünberg (9 de abril de 1872, Grünberg, Hesse – 8 de octubre de 1924, Caracaraí, Roraima) fue un etnólogo y explorador alemán que hizo una gran contribución al estudio de los pueblos nativos de Sudamérica, en particular los indios pemones y las tribus del Amazonas en Venezuela, Colombia Brasil. Se le considera el pionero de las filmaciones y grabaciones musicales etnográficas. 

## Biografía
Alcanzó su título de Bachiller en 1891 en Solms-Laubach. 
Completa sus Estudios de Filología Clásica, Alemán, Historia y Geografía en las Universidades de Giessen y Tubinga en 1896. 
Abandonó su oficio como profesor en 1901 para hacer realidad su sueño de juventud y convertirse en un "estudioso de los indios". 
En 1902 recibe su título de Doctorado (Dr.phil.) en la Universität Würzburg con su tesis “Die Guaikurú-Gruppe” (El grupo Guaikurú). 
Entre 1903 y 1905 se dedica, por encargo del Königliches Museum für Völkerkunde de Berlín, a viajar por el noreste de Brasil haciendo estudios y recolección de objetos etnográficos. 
1909 recibe su título de Doctorado de Estado de la Universität Freiburg (Friburgo) por su tesis de habilitación: “Die Maske, eine ethnographische Parallele” (La máscara, un paralelismo etnográfico). 
Entre 1912 y 1913 realiza un viaje de estudios etnográficos y de recolección de objetos por el norte de Brasil y el sur de Venezuela. Compila los resultados de sus investigaciones en la obra de cinco volúmenes: "Vom Roroima zum Orinoco" (Del Roraima al Orinoco).  
1914 es nombrado Profesor Extraordinario de Etnología de la Universität Freiburg (Friburgo). Ese mismo año recibe la condecoración Orden del Libertador, tercera clase por parte del gobierno de Venezuela. 
Entre 1915 y 1924 es Director científico del museo antropológico del Linden Museum en Stuttgart.
En el año 1918 le otorgaron la Medalla Carl-Ritter.
Koch-Grünberg murió de malaria de manera repentina el 8 de octubre de 1924, en una expedición con el investigador estadounidense Alexander Hamilton-Rice y el camarógrafo brasileño Silvino Santos, que quería hacer estudios cartográficos de la parte superior del Río Branco. Deja viuda a su esposa Elsa Wasmuth con cuatro hijos.

## Expediciones
En 1899 el alemán participó en la segunda expedición de Xingú bajo el mando de Hermann Meyer para buscar el origen del río Xingu, uno de los ríos secundarios del  Amazonas.
De 1903 a 1905 exploró el Yapura y el Río Negro en la frontera con Venezuela. Su informe de expedición, con una investigación sobre los Baniwa, apareció en 1910-1911 en dos tomos bajo el título de Zwei Jahre Unter Den Indianern. Reisen in Nord West Brasilien, 1903-1905 (Dos años con los Indios: Viajes en el Noroeste de Brasil, 1903-1905). Fue un pionero en la fotografía antropológica y sus descripciones sobre tribus del Brasil son aun hoy en día de interés para los etnólogos.
Su segunda expedición clave al sur de Venezuela tuvo lugar en 1911. Salió de Manaus por el río Branco hasta el cerro Roraima en Venezuela. Allí documentó mitos y leyendas de los indígenas pemones y los fotografió. Koch-Grünberg los denominaba arekuna y taulipang. Koch-Grünberg exploró la Sierra Parima, el Caura y el río Ventuari antes de llegar el 1 de enero de 1913 al río Orinoco. Permaneció un corto tiempo en San Fernando de Atabapo, la antigua capital del Territorio Federal  Amazonas, tomó el canal del Casiquiare, que une al Orinoco con el río Negro e indirectamente con el Amazonas. Regresó a Manaus y a Alemania, donde publicó su mayor trabajo, Vom Roroima zum Orinoco, en 1917.
En 1924, después de trabajar nueve años como director de un museo en Stuttgart, se unió a explorador estadounidense Hamilton-Rice en su expedición buscando el nacimiento del Río Orinoco. En esta expedición falleció. 

## Contribuciones a la etnografía
En sus expediciones, Koch-Grünberg grabó por primera vez para el público europeo los cantos de chamanes tareupanes y algunos de los ritos parisharas. Un famoso chamán de los yekuana llamado Manduca cantó para él, además de su repertorio para el ritual curativo, fragmentos de canciones de danza ritual. 
Estos registros proporcionan hoy en día una base de comparación con prácticas más recientes y un patrimonio muy importante para la identidad de las personas de la zona. 

## Homenajes
En su ciudad natal, Grünberg (en el Distrito de Gießen, Hesse), hay una calle y un liceo que llevan el nombre de este investigador.

## Inspiración para películas
El abrazo de la serpiente es una película colombiana del año 2015, dirigida por Ciro Guerra donde se narra la historia de la expedición de Koch-Grünberg en 1909. La película ganó el Premio Art Cinema en la sección Quincena de Realizadores del Festival de Cine de Cannes 2015 y en 2016 fue nominada a mejor película de habla no inglesa en la edición 88 de los Premios Óscar de la Academia.

## Crítica a Europa
En 1922 Koch-Grünberg escribió: "Los europeos somos los que menos derecho tenemos a llamar a otro pueblo 'salvaje', sobre todo después de esta guerra".

## Obras (selección)
- Theodor Koch-Grünberg: Indianertypen aus dem Amazonasgebiet. Nach eigenen Aufnahmen während seiner Reise in Brasilien, Ernst Wasmuth, Berlín, 1906-1911 (7 partes).
- Theodor Koch-Grünberg: Zwei Jahre unter den Indianern: Reisen in Nordwest-Brasilien, 1903-1905, 2 Bände, Ernst Wasmuth, Berlín, 1909 und 1910.
- Theodor Koch-Grünberg: Vom Roroima zum Orinoco. Ergebnisse einer Reise in Nordbrasilien und Venezuela in den Jahren 1911-1913, 5 Bände, Strecker und Schröder, Stuttgart, 1917-1923, und 1928.
- Edición inglesa de la Cambridge University Press, 2009; ISBN 9781108006309.